# Antonio De Simone
Antonio De Simone, em publicações em inglês frequentemente grafado como DeSimone,  (Nápoles, 1962) é um engenheiro e matemático aplicado italiano.
De Simone estudou engenharia civil na Universidade de Nápoles Federico II com bacharelado em 1987 e um doutorado em mecânica em 1992 na Universidade de Minnesota. No pós-doutorado esteve em 1993/1994 na Universidade Carnegie Mellon e pesquisou de 1990 a 1998 na Universidade de Roma Tor Vergata. De 1998 a 2003 esteve no Instituto Max Planck de Matemática nas Ciências em Leipzig como diretor de um grupo de pesquisas sobre fenômenos de multiescala em materiais. De Simone é desde 2002 professor de mecânica estrutural na Scuola Internazionale Superiore di Studi Avanzati (SISSA) em Trieste. Fundou com o cientista neurocognitivo Mathew E. Diamond em 2012 o Laboratório SAMBA na SISSA (Sensing and Moving Bio-inspired Artifacts).
Recebeu a Medalha Keith de 2006, com Felix Otto, Stefan Müller e Robert Kohn.

## Publicações selecionadas
- Energy minimizers for large ferromagnetic bodies, Archive for rational mechanics and analysis, Volume 125, 1993, p. 99–143
- com R. V. Kohn, S. Müller, F. Otto: Magnetic microstructures—a paradigm of multiscale problems, ICIAM 99 (International Council for Industrial and Applied Mathematics), p. 175–190
- com G. Dolzmann: Material instabilities in nematic elastomers, Physica D: Nonlinear Phenomena, Volume 136, 2000, p. 175–191
- com R. D. James: A constrained theory of magnetoelasticity, Journal of the Mechanics and Physics of Solids, Volume 50, 2002, 283–320
- com R. V. Kohn, S. Müller. F. Otto: A reduced theory for thin-film micromagnetics, Communications on Pure and Applied Mathematics, Volume 157, 2002
- com S. Conti, G. Dolzmann: Soft elastic response of stretched sheets of nematic elastomers: a numerical study, Journal of the Mechanics and Physics of Solids, Volume 50, 2002, p. 1431–1451
- com Sergio Conti, Georg Dolzmann, Felix Otto: Multiscale modeling of materials – the role of analysis. In: Kirkilionis, Krömker, Rannacher, Tomi (Editores): Trends in Nonlinear Analysis. Springer 2003, p. 375–408.
- com G. DalMaso, M. G. Mora: Quasistatic evolution problems for linearly elastic–perfectly plastic materials, Archive for Rational Mechanics and Analysis, Volume 180, 2006, p. 237–291
- Editor com G. Dal Maso, F. Tomarelli : Variational Problems in Materials Science, Birkhäuser 2006
- com G. DalMaso, M. G. Mora, M. Morini: A vanishing viscosity approach to quasistatic evolution in plasticity with softening, Archive for Rational Mechanics and Analysis, Volume 189, 2008, p. 469–544
- com F. Alouges, A. Lefebvre: Optimal strokes for low Reynolds number swimmers: an example, Journal of Nonlinear Science, Volume 18, 2008, p. 277–302
- com M. Arroyo: Relaxation dynamics of fluid membranes, Physical Review E, Volume 79, 2009, p. 031915